# 威廉米懸片

Illustration of Wilhelmy plate method. The magnitude of the capillary force on the plate is proportional to the wetted perimeter,, and to the surface tension of the liquid-air interface.

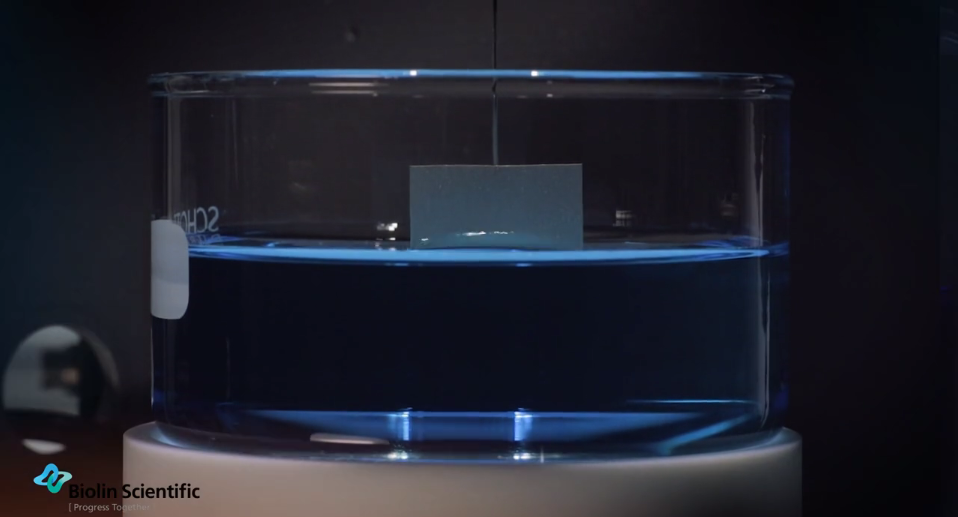
Platinum Wilhelmy plate measuring surface tension.

威廉米板是一种薄板，用于测量气-液或液-液界面处的平衡表面张力或界面张力。在这种方法中，板垂直于界面定向，并测量施加在其上的力。基于路德惟希的工作，这种方法在薄膜的制备和监测中得到了广泛的应用。

## 详细说明
威廉米板由一块面积通常为几平方厘米的薄板组成。该板通常由滤纸、玻璃或铂制成，它们可能会被粗糙化以确保完全润湿。事实上，实验结果并不取决于所使用的材料，只要材料被液体润湿即可。 将板彻底清洁并用细金属丝连接到天平上。使用张力计或微量天平测量板上因润湿而产生的力，并用于计算表面张力（ {\displaystyle \gamma } ) 使用威廉米方程：
{\displaystyle \gamma ={\frac {F}{l\cos(\theta )}}}
其中，{\displaystyle l}是湿周长（ {\displaystyle 2w+2d} ), {\displaystyle w}是板宽， {\displaystyle d}是板厚，和{\displaystyle \theta }是液相与板之间的接触角。在实践中接触角很少被测量。相反，要么使用文献值，要么完全润湿（ {\displaystyle \theta =0} ） 。

## 优点和简介
如果假设完全润湿（接触角 = 0），则在使用威廉米板时不需要校正因子来计算表面张力，这与度莫米环不同。此外，由于在测量过程中板不移动，威廉米板允许在广泛的时间尺度上准确确定表面动力学，并且显示出较低的操作员差异。在典型的板实验中，板被降低到被分析的表面直到形成弯月面，然后升高使得板的底部边缘位于未受干扰的表面的平面上。如果测量掩埋界面，则将第二相（密度较小）添加到未受干扰的主相（密度较大）的顶部，以免干扰弯月面。然后可以使用平衡时的力来确定绝对表面或界面张力。由于板的较大润湿面积，与使用较小探头时相比，测量不易受测量误差的影响。此外，该方法已在多个国际测量标准中进行了描述。 

## 更多
- 霍姆伯格，K（编辑。 ) 纽约应用表面和胶体化学手册，Wiley and Sons：2002。卷。 2，第 219
- 为什么表面张力很重要？ （页面存档备份，存于）